# Benjamin Axus
Benjamin Axus (ur. 16 października 1997) – francuski judoka. Uczestnik mistrzostw świata w 2017, 2018 i 2022, a także medalista w drużynie w tych samych latach. Startował w Pucharze Świata w latach 2015,  2017-2020, 2022 i 2023. Mistrz Europy w drużynie w 2022. Wicemistrz wojskowych MŚ w 2021. Mistrz Europy juniorów w 2014. Mistrz Francji w 2016, 2019 i 2022 roku.